# SPAM (tom poetycki)
#SPAM – książka poetycka Dawida Junga z 2020 roku wydana przez Stowarzyszenie Pisarzy Polskich w Krakowie, łącząca historię literatury z poetyką mediów społecznościowych.

## O dziele
Książka ukazała się jako 9 tom (pod redakcją Joanny Kosturek, doktorantki UJ) w krakowskiej Bibliotece Stowarzyszenia Pisarzy Polskich, w serii redagowanej przez Krzysztofa Bieleckiego i Piotra Müldner-Nieckowskiego. Projekt powstał dzięki wsparciu Funduszu Popierania Twórczości Stowarzyszenia Autorów 
ZAiKS
Układ drukowanych wierszy przypomina wysyłane wiadomości na komunikatorze typu messenger, co stanowi nawiązanie do liberatury. Graficznie (projekt Magdy Dębickiej) książka wygląda jak smartfon.
Każdy wiersz to rodzaj komunikacyjnego posta i polemika z twórcami literatury, którymi są m.in. Mikołaj Sęp Szarzyński, Georg Heym, Józef Baka, Jakub Wujek, Klemens Janicki, Andrzej Krzycki, Mordecai Roshwald, Jan Albertrandi, Marcin z Kłecka, Sławomir Kuczkowski, Kazimierz Filip Wize, Rafał Wojaczek, Tomasz Pułka, Miron Białoszewski, Bolesław Leśmian, Piotr Gamrat, Eliezer Aszkenazy, E.E. Cummings, Werner Alberti, Wincenty Kadłubek, Heinrich Heine, Jan Paweł Woronicz, Jakub Gembicki, Daniel Mikołajewski, Andrzej Babiński, Czesław Miłosz, Karol Wojtyła i in..
Krytyczka Paulina Małochleb w laudacji do Bydgoskiej Literackiej Nagrody Roku podkreślała, iż poeta stworzył rodzaj eksperymentu, połączył historię literatury z poetyką mediów społecznościowych, a sam tytuł spam jest autoironiczny. Jednocześnie, zdaniem literaturoznawczyni, Jung świadomie w ten sposób zdefiniował pozycję, w jakiej znalazła się cała poezja współczesna. Natomiast w opinii krytyczki Aleksandry Aksamit poezja Junga z tomu #SPAM jest pewnym przełomem, jakością, której jeszcze nie doświadczyliśmy na polskim rynku wydawniczym.
Szczegółowe omówienie krytycznoliterackie książki Dawida Junga znajduje się w monografii naukowej pt. W tym samym języku. Szkice o twórczości autorów Biblioteki Stowarzyszenia Pisarzy Polskich (Wydawnictwo: Stowarzyszenie Pisarzy Polskich, Kraków 2021).
Książka została nominowana m.in. do Nagrody Literackiej Bydgoszczy (w kapitule: prof. Bernadetta Darska i prof. Dariusz Nowacki).